# Leeton Shire Council
Leeton Shire Council is een Local Government Area (LGA) in de Australische deelstaat New South Wales. Leeton Shire Council telt 12.026 (2005 Est) inwoners. De hoofdplaats is Leeton.